# 披拉帕·诺差亚
披拉帕·诺差亚（1993年2月4日—），泰国足球运动员，司职后卫。現效力於泰超球会北碧府电力 ，也代表泰国国家足球队。

## 荣誉

### 俱乐部
泰路警察
- 泰国联赛杯冠军：2014

蒙通联
- 泰国甲级足球联赛冠军：2016
- 泰国联赛杯冠军：2016、2017
- 泰国冠军杯冠军：2017
- 湄公河球會錦標賽冠军：2017

### 国家队
泰国U-19
- 東南亞足協U-19青年錦標賽：2011

泰国U-23
- 东南亚运动会金牌：|2013、|2015

泰国
- 东南亚足球锦标赛冠军：2014、2016
- 泰王杯：2016、2017